# Trilacuna cuneata
Espèce
Trilacuna cuneata est une espèce d'araignées aranéomorphes de la famille des Oonopidae.

## Distribution
Cette espèce est endémique du Yunnan en Chine,. Elle se rencontre dans le xian de Gongshan.

## Description
Le mâle holotype mesure 1,06 mm.

## Systématique et taxinomie
Cette espèce a été décrite Tong en 2019.

## Publication originale
- Liu, Yu & Tong, 2019 : « A new species of the genus Trilacuna (Araneae, Oonopidae) from Yunnan Province, China. » Acta Arachnologica Sinica, vol. 28, no 1, p. 47-51.